# Nort-sur-Erdre

Ubicació de Nort-sur-Erdre dins del departament de Loira Atlàntic

Nort-sur-Erdre  (en bretó Enorzh) és un municipi francès, situat a la regió de país del Loira, al departament de Loira Atlàntic, que històricament va formar part de la Bretanya. L'any 2006 tenia 7.412 habitants. Limita amb Casson al sud-oest, Sucé-sur-Erdre, Petit-Mars, les Touches, Joué-sur-Erdre, Saffré i Héric.

## Demografia
| Evolució de la població Cassini i INSEE |       |       |      |      |       |       |       |       |
| 1793                                    | 1800  | 1806  | 1821 | 1831 | 1836  | 1841  | 1846  | 1851  |
| 3.579                                   | 3.180 | 3.858 | -    | -    | 5.078 | 5.561 | 5.615 | 5.617 |

| 1856  | 1861  | 1866  | 1872  | 1876  | 1881  | 1886  | 1891  | 1896  |
| ----- | ----- | ----- | ----- | ----- | ----- | ----- | ----- | ----- |
| 5.537 | 5.665 | 5.415 | 5.386 | 5.765 | 5.445 | 5.467 | 5.346 | 5.150 |

| 1901  | 1906  | 1911  | 1921  | 1926  | 1931  | 1936  | 1946  | 1954  |
| ----- | ----- | ----- | ----- | ----- | ----- | ----- | ----- | ----- |
| 5.215 | 5.379 | 5.149 | 4.809 | 4.543 | 4.374 | 4.182 | 4.296 | 4.147 |

| 1962  | 1968  | 1975  | 1982  | 1990  | 1999  | 2006 | 2011 | 2016 |
| ----- | ----- | ----- | ----- | ----- | ----- | ---- | ---- | ---- |
| 4.222 | 4.436 | 4.606 | 5.050 | 5.362 | 5.885 | -    | -    | -    |

| 2019 | - | - | - | - | - | - | - | - |
| ---- | - | - | - | - | - | - | - | - |
| -    | - | - | - | - | - | - | - | - |

## Administració
| Període   | Identitat     | Partit |
| --------- | ------------- | ------ |
| 1989-2001 | Xavier Amossé | PS     |
| 2001-     | Jean Goiset   | PS     |

## Galeria d'imatges

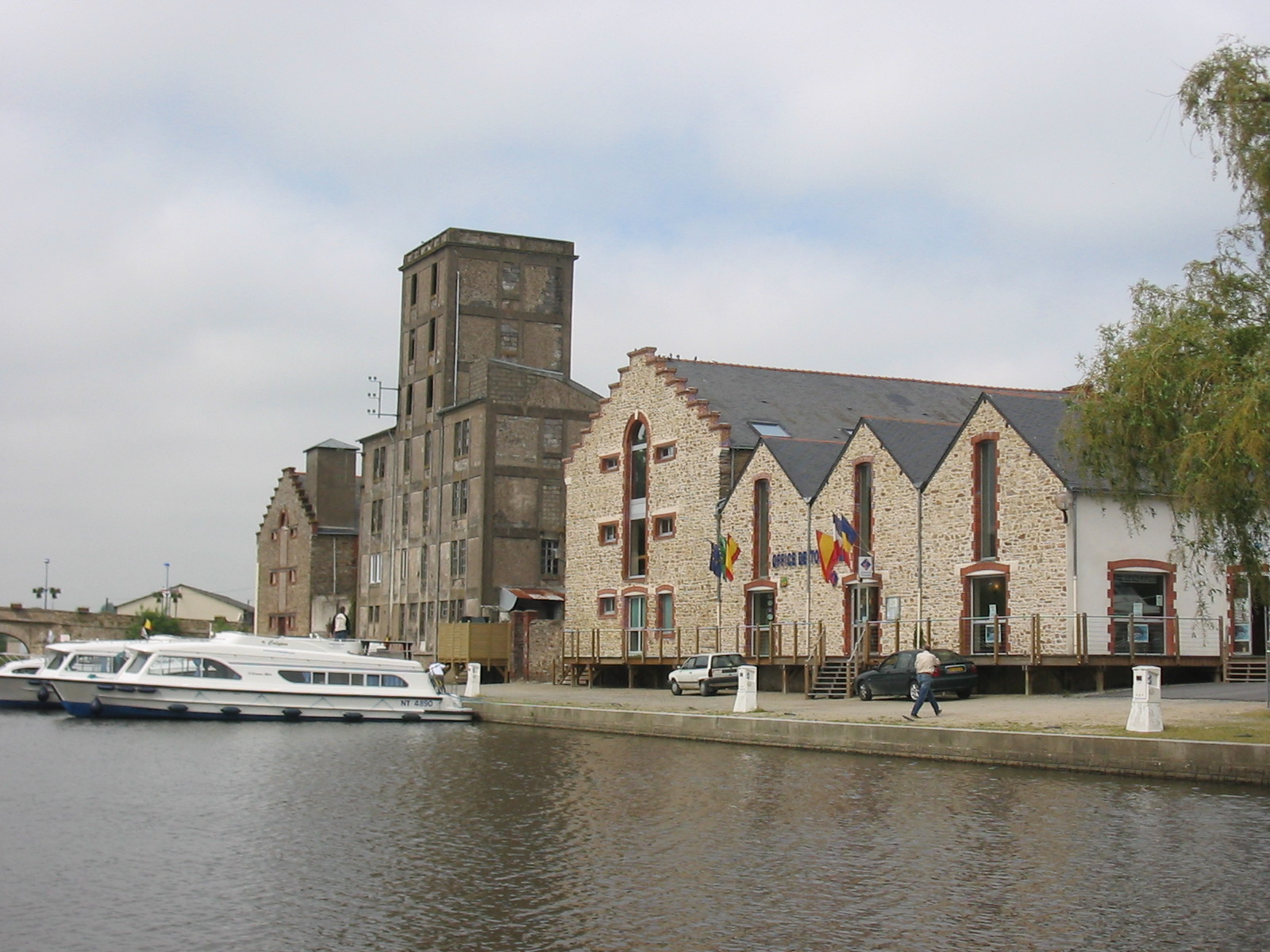
La navegació sobre l'Erdre
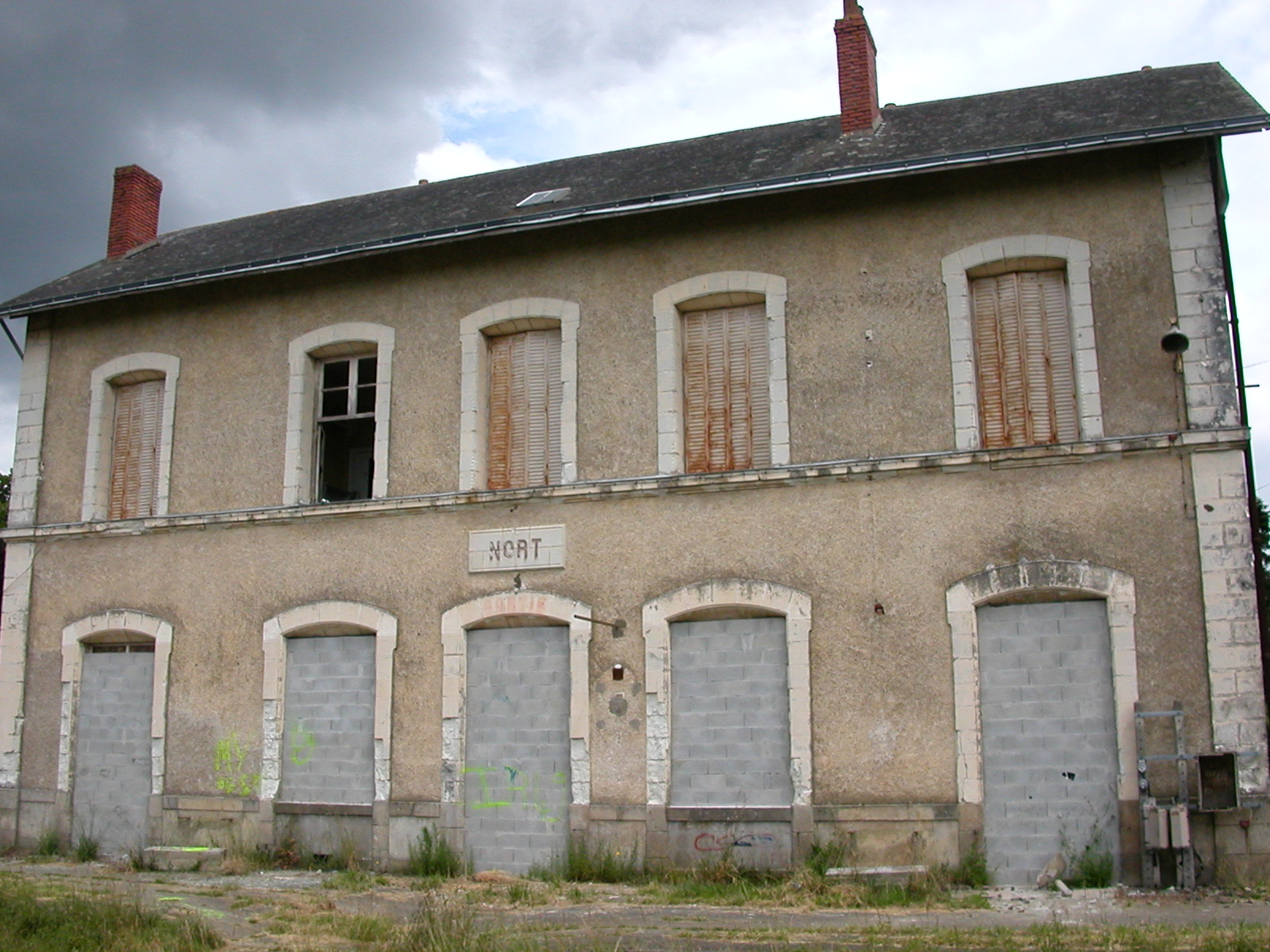
L'antiga estació
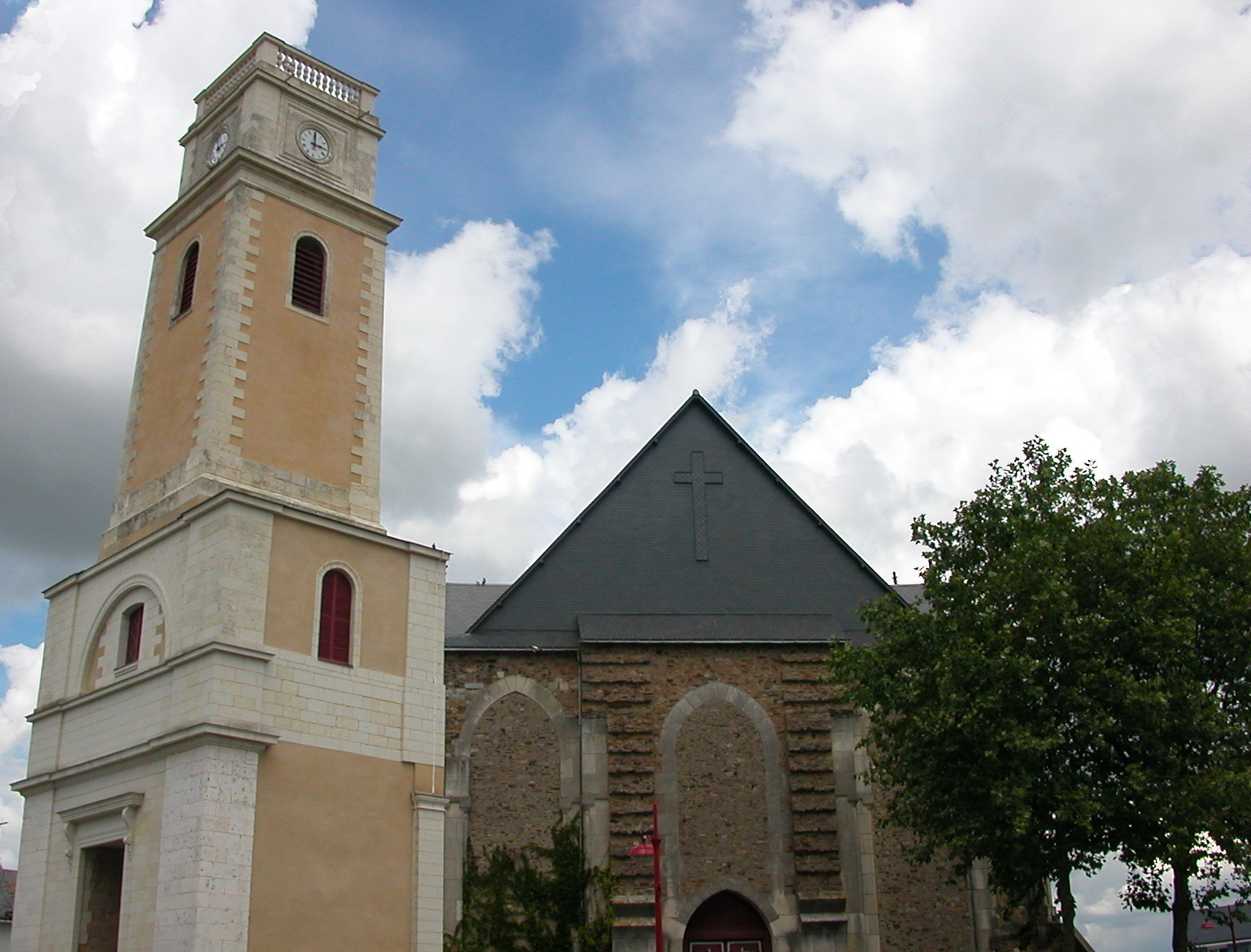
L'església Saint-Christophe (1902) amb el campanar de 1840

## Agermanament
- Maieru a Romania
- Piedrabuena